# Родионов, Виктор Васильевич
Виктор Васильевич Родио́нов (1908—1986) — конструктор зенитных орудий.

## Биография
Родился 11 (24 ноября) 1908 года в Москве.
Окончил Московский институт повышения квалификации спецпромышленности (1936), инженер-механик.
В 1930—1941 годах чертёжник, конструктор на машиностроительном заводе имени М. И. Калинина (Подлипки, Московская область).
В 1941—1985 годах работал на Свердловском машиностроительном заводе имени М. И. Калинина (куда после начала войны был эвакуирован завод в Подлипках): начальник отдела, старший инженер-конструктор отдела главного конструктора; руководитель группы ОГК, с 1962 года начальник конструкторского отдела серийного КБ.
Участник разработки зенитных орудий 46К и 66К, 100-мм зенитной пушки КС-19, пушки КС-18, автоматических пушек КС-6, КС-6В. Научно-технический руководитель производства зенитных управляемых ракет 13Д, 20Д, ЗРК С-75 «Двина», ракет 3М8 и их модификации зенитного ракетного комплекса 2К11 «Круг».
С 1985 года на пенсии.
Умер 25 марта 1986 года. Похоронен на Северном кладбище Екатеринбурга.

## Награды и премии
- Сталинская премия первой степени (1948) — за создание нового образца пушки
- орден «Знак Почёта» (1966)
- медали